# Arabella Churchill
Arabella Churchill (23 de febrer de 1648 - 30 de maig de 1730) va ser amant del rei Jaume II d'Anglaterra i VII d'Escòcia i mare de quatre dels seus fills. Arabella era filla de sir Winston Churchill (un avantpassat del Primer Ministre del mateix nom) i Elizabeth Drake.
Arabella era germana gran de John Churchill, 1r Duc de Marlborough. Va començar una relació amb Jaume, llavors duc de York, al voltant de 1665, mentre ell encara estava casat amb Anne Hyde. Arabella es va convertir en dama d'honor de la duquessa de York aquell any, i va donar a llum dos fills durant la vida d'Anne. Va continuar amb Jaume després del seu matrimoni amb Maria de Mòdena el 1673, i li va donar dos fills més. Algun temps després de 1674, es va casar amb Charles Godfrey i va tenir tres fills més.

## Descendència ambJaume II
- Henrietta FitzJames, (1667 - 3 d'abril de 1730)
- James FitzJames, primer duc de Berwick, (1670 - 1734), de qui descendeix la Duquessa d'Alba, Cayetana Fitz-James Stuart.
- Henry FitzJames, primer duc d'Albemarle, (1673 - 1702)
- Arabella FitzJames, (1674 - 7 de novembre de 1704), monja.

## Descendència ambCharles Godfrey
- Elizabeth Godfrey.
- Charlotte Godfrey, nascut abans de 1685, es va casar amb Hugh Boscawen, primer vescomte de Falmouth.
- Francesc Godfrey.